# Darunavir
Le darunavir  est un médicament antirétroviral utilisé pour traiter et prévenir le VIH/SIDA .

## Mode d'action
Il appartient à la classe des inhibiteurs de protéase  et agit en bloquant la protéase du VIH .

## Usage médical
Son utilisation est généralement recommandée avec d’autres antirétroviraux,. Il est souvent utilisé avec de faibles doses de ritonavir ou de cobicistat pour augmenter les niveaux de darunavir. Le médicament peut être utilisé à des fins de prévention après une blessure par piqûre d'aiguille ou une autre exposition potentielle. Le médicament est pris par voie orale une à deux fois par jour.

## Effets secondaires
Les effets secondaires de ce médicament comprennent la diarrhée, les nausées, les douleurs abdominales, les maux de tête, les éruptions cutanées ou les vomissements ,. Les effets secondaires graves de ce médicament comprennent des réactions allergiques, des problèmes hépatiques et des éruptions cutanées telles que la nécrolyse épidermique toxique . Bien que peu étudié pendant la grossesse, ce médicament semble être sans danger pour le fœtus.

## Histoire
Le médicament a été approuvé pour un usage médical aux États-Unis en 2006 et dans l'Union européenne en février 2007,. Il figure sur la liste des médicaments essentiels de l'Organisation mondiale de la santé . Le coût de gros dans les pays en développement est d'environ 66 dollars américains par mois. Aux États-Unis, cela coûte plus de 200  dollars par mois. L'association darunavir/cobicistat est disponible sous forme de comprimé unique.